# Esteperola
L'esteperola, romaní bord (Cistus clusii) és una estepa, planta amb flor de la família de les cistàcies.

## Descripció
És un petit arbust (de 40 cm a 1 m) de branques erectes. Fulles de 10 a 25 x 1,2 mm, verdes a l'anvers, blanques i tomentoses al revers, de marges revoluts (molt semblants a les fulles del romaní per convergència evolutiva, oposades, morfològicament semblants a les del romaní però amb una olor resinosa, poc agradable. Flors de 2 a 3 cm de diàmetre, amb 3 sèpals, molt aparents i de simetria radiada. Neixen sobre peduncles llargs, agrupades al capdamunt de les tiges. Consten de 5 pètals blancs i nombrosos estams grocs. Fruit en càpsula ovoide de 5 a 7 mm, pubescent. És una càpsula que es manté seca i mig oberta, alliberant les nombroses llavors petites durant mesos. Floreix de març a juny. Sense flor, fàcilment es podria confondre amb el romaní.

## Distribució i hàbitat
És originària del sud-oest de la Conca del Mediterrani, només es troba a l'est de la península Ibèrica, el Magrib, Calàbria i Sicília. Als Països Catalans es troba del litoral fins als 1.100 m d'altitud, des del Llobregat fins al Baix Segura i a Eivissa, Formentera i Mallorca. Viu a la brolla, essent a vegades molt abundant. L'esteperola, a diferència de la majoria de les estepes, prefereix els sòls calcaris. Tolera bé la sequedat i la calor.

## Taxonomia
Cistus clusii va ser descrita per Michel Félix Dunal i publicada a Prodr. 1: 266 1824.

### Etimologia
- Cistus: nom genèric que deriva del grec antic kisthós llatinitzat cisthos = nom donat a diverses espècies del gènere Cistus L. Alguns autors pretenen relacionar-la, per la forma dels seus fruits, amb la paraula grega kístē = "caixa, cistell".[4]
- clusii: epítet atorgat en honor del botànic Carolus Clusius.

#### Subespècies
Hi ha dues subespècies, C clusii subsp. clusii i C. clusii subsp multiflorus:
La subespècie clusii amb inflorescències curtes de 4-5 cm, formades per verticils de 2-3 flors no es troba a les illes Balears. La subspècie multiflorus Demoly, amb inflorescències més llargues, de 4-10 cm, formades per verticils de 3-5 flors, és un endemisme del sud-est ibèric i de les Balears.

#### Sinonímia
- Cistus clusii subsp. multiflorus Demoly
- Cistus clusii var. multiflorus (Demoly) Romo
- Cistus fastigiatus Guss.
- Cistus rorismarinifolius Pourr. ex Timb.-Lagr.
- Cistus rosmarinifolius Pourr.
- Cistus sedjera Pomel
- Halimium clusii Spach
- Helianthemum libanotis Guss.
- Helianthemum umbellatum C.Presl[6]

## Galeria

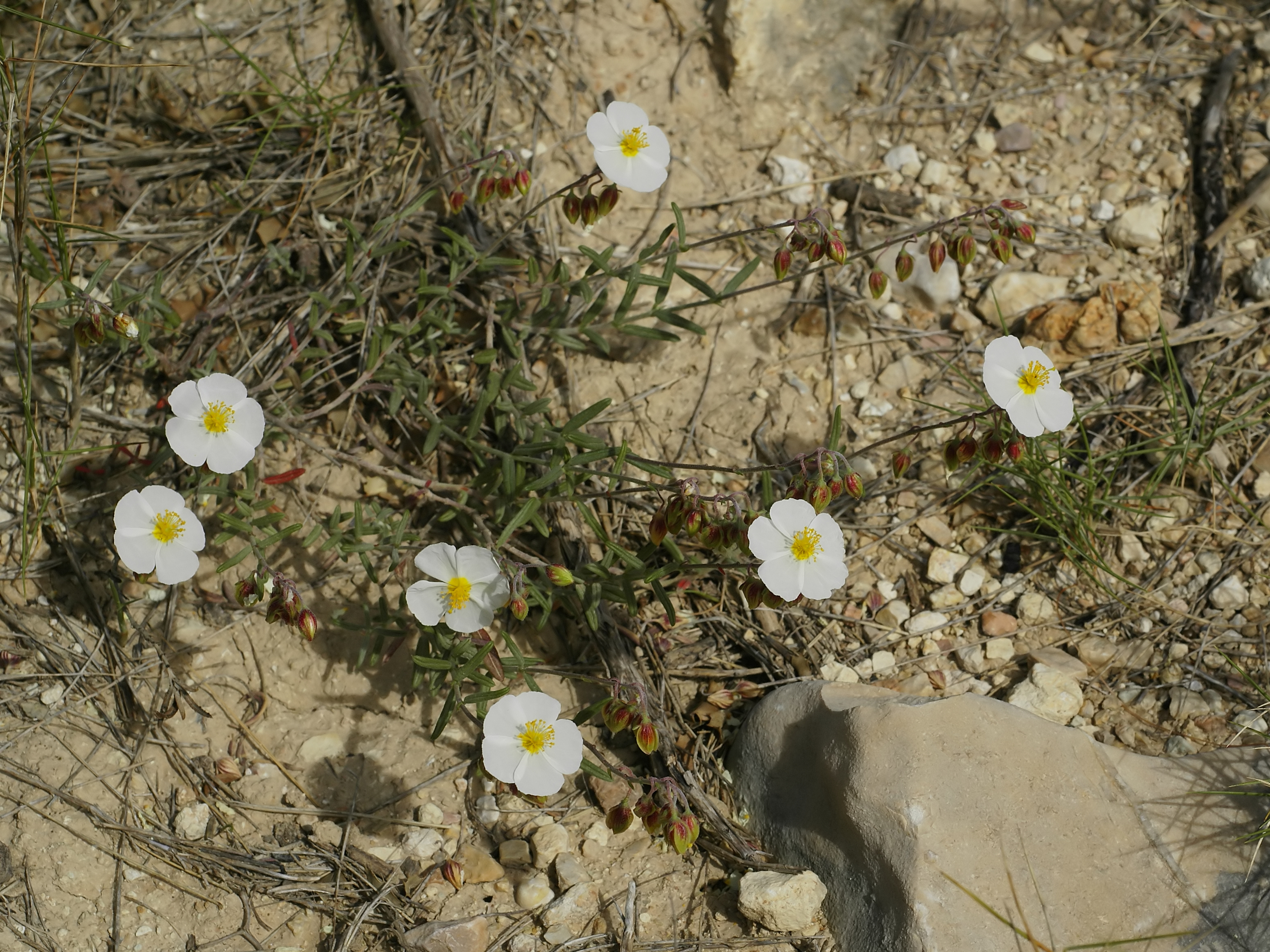
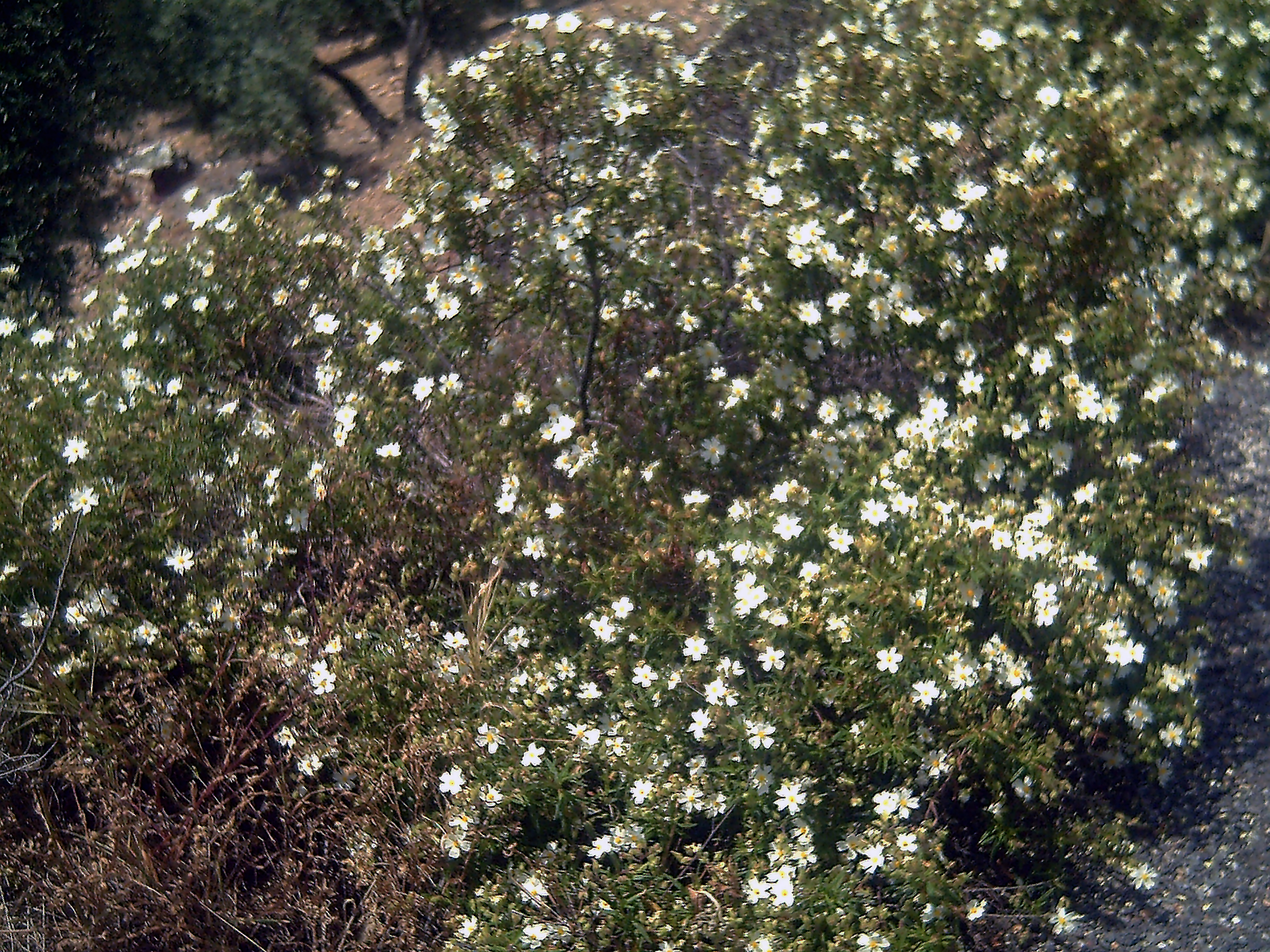
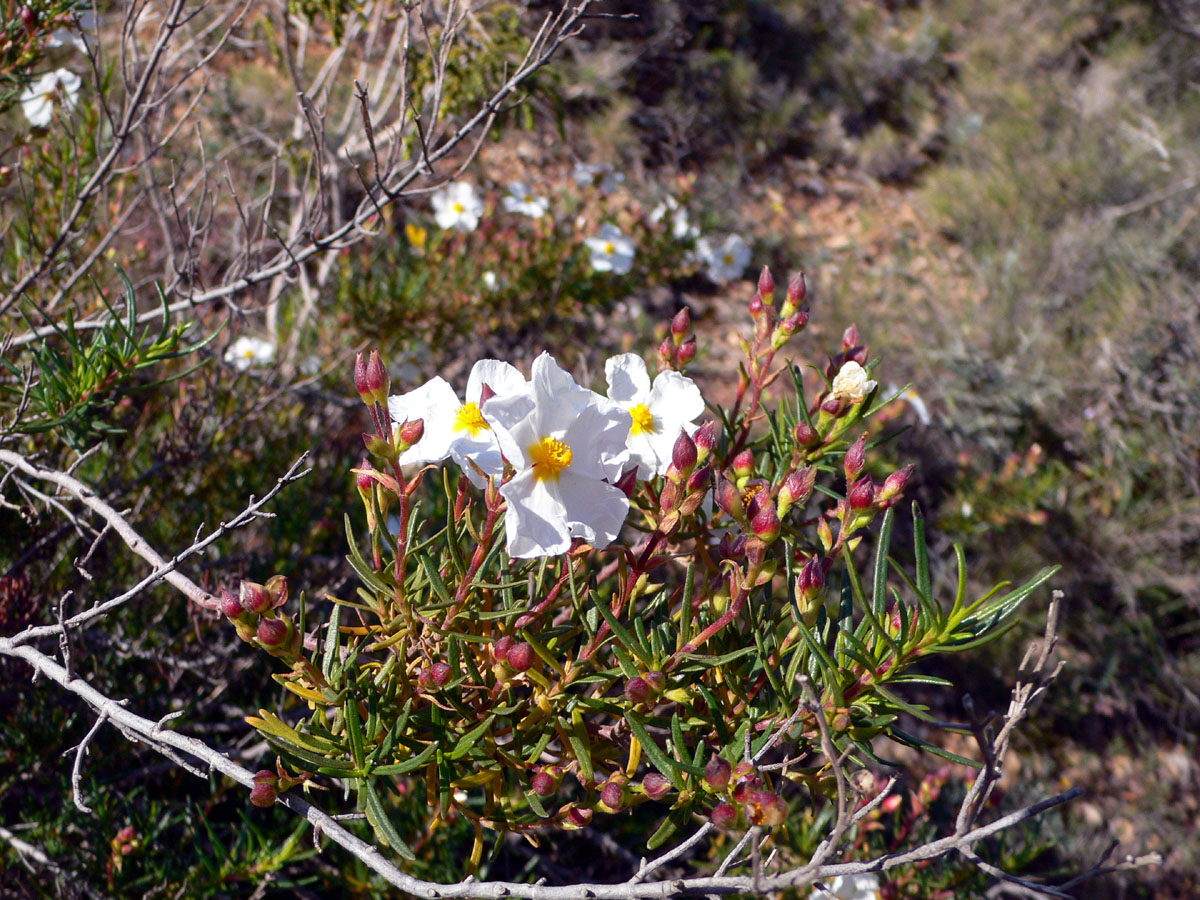
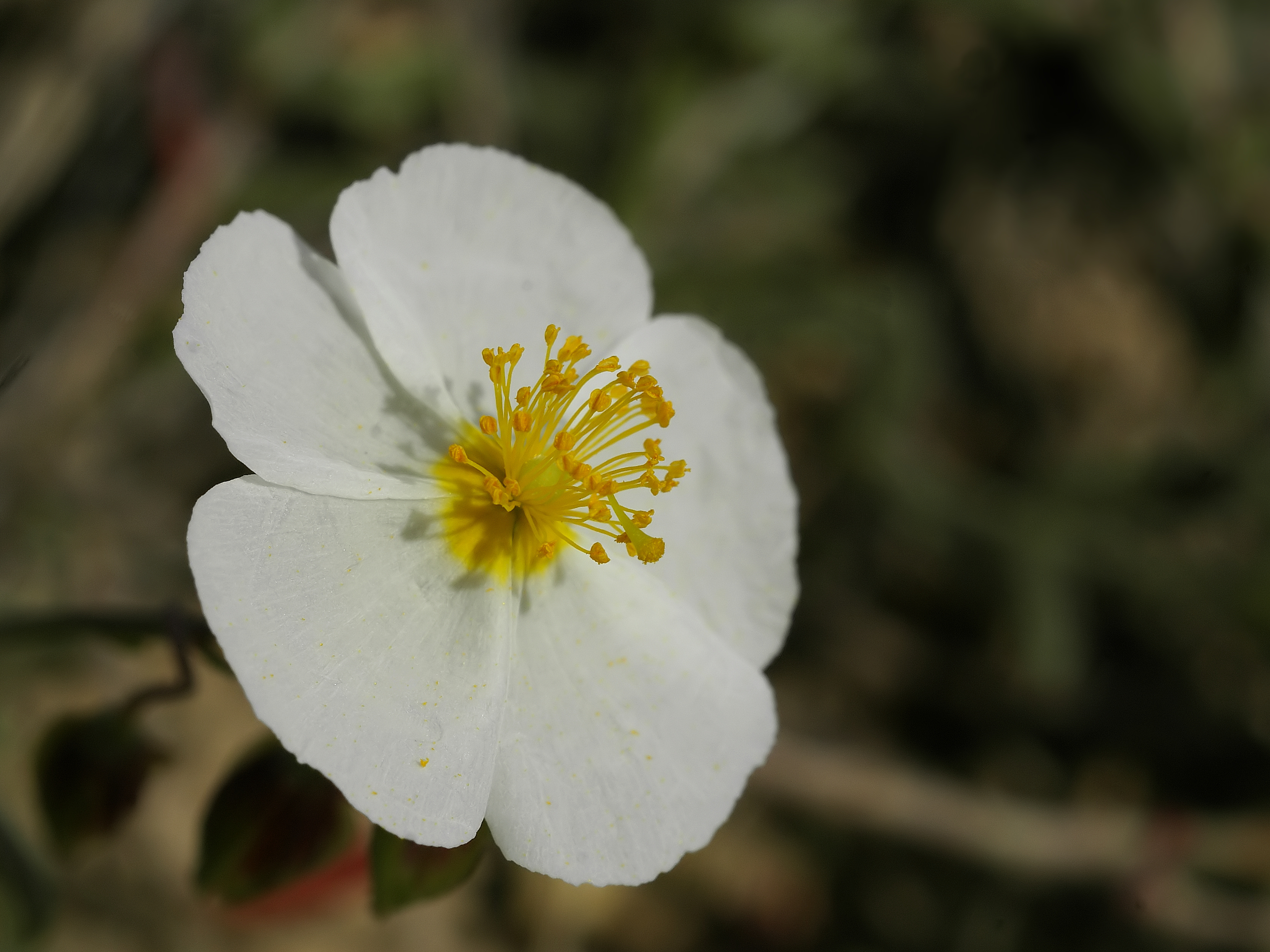
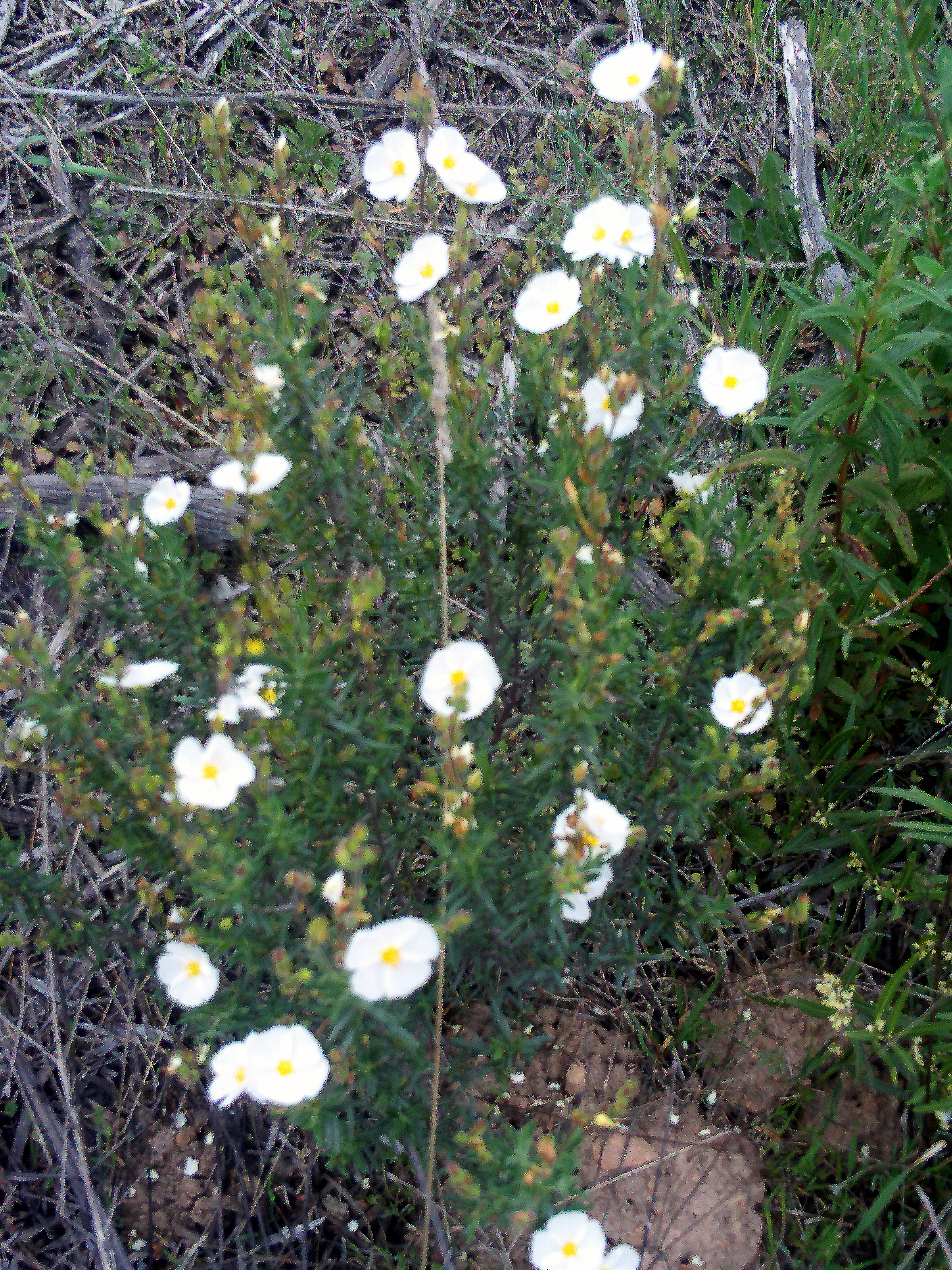
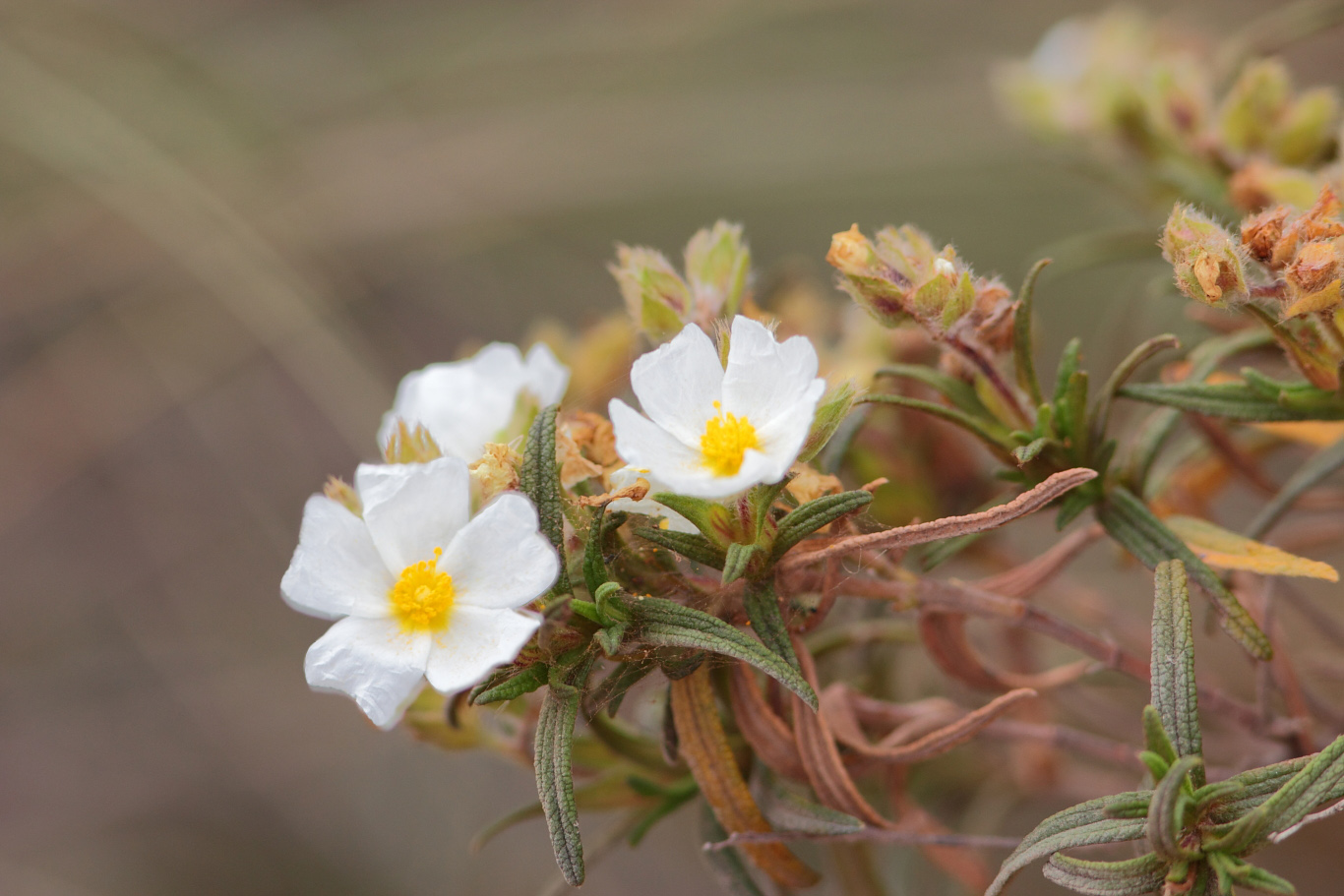